# Rot-Weiß Lüdenscheid 1979-1980
Questa voce raccoglie le informazioni riguardanti il Rot-Weiß Lüdenscheid nelle competizioni ufficiali della stagione 1979-1980.

## Stagione
Nella stagione 1979-1980 il Rot Weiss Ludenscheid, allenato da Werner Schumacher, concluse il campionato di 2. Bundesliga al 16º posto. In Coppa di Germania il Rot Weiss Ludenscheid fu eliminato al primo turno dall'Osnabrück.

## Rosa
| N. |                     | Ruolo | Calciatore         |
| -- | ------------------- | ----- | ------------------ |
|    | Germania (bandiera) | P     | Bernd Giese        |
|    | Germania (bandiera) | P     | Jupp Koitka        |
|    | Germania (bandiera) | P     | Manfred Polfuß     |
|    | Germania (bandiera) | D     | Adalbert Grzelak   |
|    | Germania (bandiera) | D     | Günter Kuczinski   |
|    | Germania (bandiera) | D     | Volker Rieske      |
|    | Germania (bandiera) | D     | Bernd Schäfer      |
|    | Germania (bandiera) | D     | Klaus Seiler       |
|    | Germania (bandiera) | D     | Norbert Steinhauer |
|    | Germania (bandiera) | C     | Helmut Alfes       |

| N. |                     | Ruolo | Calciatore         |
| -- | ------------------- | ----- | ------------------ |
|    | Germania (bandiera) | C     | Klaus Bergter      |
|    | Germania (bandiera) | C     | Hintsche           |
|    | Germania (bandiera) | C     | Wilfried Holtkamp  |
|    | Germania (bandiera) | C     | Josef Votava       |
|    | Germania (bandiera) | C     | Hans-Joachim Wrede |
|    | Germania (bandiera) | A     | Manfred Lopatenko  |
|    | Serbia (bandiera)   | A     | Ranko Petković     |
|    | Germania (bandiera) | A     | Paul Scheermann    |
|    | Germania (bandiera) | A     | Klaus Wolf         |

## Organigramma societario
Area tecnica
- Allenatore: Werner Schumacher
- Allenatore in seconda:
- Preparatore dei portieri:
- Preparatori atletici:

## Calciomercato

### Sessione estiva
| Acquisti | Acquisti         | Acquisti              | Acquisti |
| R.       | Nome             | da                    | Modalità |
| -------- | ---------------- | --------------------- | -------- |
| P        | Jupp Koitka      | Eintracht Francoforte |          |
| D        | Günter Kuczinski | Westfalia Herne       |          |
| A        | Ranko Petković   | Preußen Münster       |          |
| A        | Klaus Wolf       | Westfalia Herne       |          |

| Cessioni | Cessioni               | Cessioni         | Cessioni |
| R.       | Nome                   | a                | Modalità |
| -------- | ---------------------- | ---------------- | -------- |
| A        | Norbert Goscianiak     | Herford          |          |
| C        | Rainer Joachimsmeier   | Viktoria Colonia |          |
| D        | Hans-Jürgen Offermanns | Werder Brema     |          |

### Sessione invernale
| Acquisti | Acquisti | Acquisti | Acquisti |
| R.       | Nome     | da       | Modalità |
| -------- | -------- | -------- | -------- |

| Cessioni | Cessioni | Cessioni | Cessioni |
| R.       | Nome     | a        | Modalità |
| -------- | -------- | -------- | -------- |

## Risultati

### 2. Bundesliga

#### Girone di andata
| Arbitro: | Roth |

|                             |           |          |
| Wehmeier 54’, 90’ Laube 86’ | Marcatori | 36’ Wolf |

| Arbitro: | Kasperowski |

|                                 |           |            |
| Wolf 19’, 61’ Petković 30’, 62’ | Marcatori | 82’ Zander |

| Arbitro: | Glasneck |

|                                                  |           |          |
| Krumbein 10’ Herbeck 36’ Meisner 63’ Poesger 74’ | Marcatori | 80’ Wolf |

| Arbitro: | Kautschor |

|                              |           |                      |
| Lopatenko 63’ Scheermann 90’ | Marcatori | 40’ Redder 78’ Allig |

| Arbitro: | Mölm |

|                                    |           |                         |
| Witt 80’ Stelzer 83’ Jochimiak 89’ | Marcatori | 22’ Alfes 55’, 82’ Wolf |

| Arbitro: | Pauly |

|               |           |  |
| Lopatenko 17’ | Marcatori |  |

| Arbitro: | Kohnen |

|               |           |                       |
| Jovanovic 13’ | Marcatori | 31’ Rieske 90’ Seiler |

| Arbitro: | Ahlenfelder |

|                        |           |                             |
| Wolf 10’ Lopatenko 52’ | Marcatori | 25’ Peter 41’ (rig.) Kosien |

| Arbitro: | Eggers |

|                                                       |           |  |
| Schock 12’, 39’, 87’ Peitsch 29’ (rig.) Sackewitz 67’ | Marcatori |  |

| Arbitro: | Weber |

|                       |           |            |
| Petković 71’ Wolf 76’ | Marcatori | 69’ Stradt |

| Arbitro: | Gabor |

|                                                |           |                      |
| Lehmann 30’ (rig.) Wagner 41’ Feilzer 79’, 90’ | Marcatori | 61’, 75’ (rig.) Wolf |

| Arbitro: | Burgers |

|                                                                         |           |             |
| Karadžić 2’ (aut.) Seiler 51’ Petković 56’ (rig.) Wolf 68’ Holtkamp 86’ | Marcatori | 29’ Ziegert |

| Arbitro: | Eschweiler |

|                  |           |  |
| Halbe 88’ (rig.) | Marcatori |  |

| Arbitro: | Gathmann |

|                        |           |                   |
| Lopatenko 19’ Wolf 89’ | Marcatori | 3’ (aut.) Grzelak |

| Arbitro: | Waltert |

|            |           |  |
| Anders 83’ | Marcatori |  |

| Arbitro: | Nolte |

|  |           |               |
|  | Marcatori | 85’ Meininger |

| Arbitro: | Lins |

|                                                         |           |                                                    |
| Holtkamp 14’, 88’ Petković 27’, 62’ Rieske 51’ Wolf 59’ | Marcatori | 10’ Schonert 69’, 75’ Joachimsmeier 89’ Jendrossek |

| Arbitro: | Niemann |

|                               |           |               |
| Schuster 31’ Mödrath 71’, 82’ | Marcatori | 90’ Lopatenko |

| Arbitro: | Gathmann |

|                                 |           |                   |
| Petković 49’, 86’ Lopatenko 75’ | Marcatori | 82’ (rig.) Kunkel |

#### Girone di ritorno
| Lüdenscheid 20 gennaio 1980 20ª giornata | Rot-Weiß Lüdenscheid | 0 – 0 referto | Herford | Stadion Nattenberg (3 000 spett.)\| Arbitro: \| Winkler \| |
| Arbitro:                                 | Winkler              |               |         |                                                            |

| Arbitro: | Heitmann |

|                        |           |            |
| Linz 9’, 34’ Rolff 72’ | Marcatori | 58’ Seiler |

| Lüdenscheid 8 aprile 1980 22ª giornata | Rot-Weiß Lüdenscheid | 0 – 0 referto | OSV Hannover | Stadion Nattenberg (1 000 spett.)\| Arbitro: \| Rieb \| |
| Arbitro:                               | Rieb                 |               |              |                                                         |

| Arbitro: | Meijerink |

|                     |           |  |
| Allig 10’ Fagot 83’ | Marcatori |  |

| Arbitro: | Prinz |

|                                   |           |               |
| Petković 57’ (rig.) Lopatenko 79’ | Marcatori | 33’ Jochimiak |

| Arbitro: | Malbranc |

|               |           |                                        |
| Rogoznica 41’ | Marcatori | 23’ Grzelak 29’ Lopatenko 82’ Petković |

| Arbitro: | Assenmacher |

|                 |           |                    |
| Wolf 34’ (rig.) | Marcatori | 76’ (rig.) Seegler |

| Arbitro: | Horeis |

|                        |           |  |
| Kosien 32’ Timmler 82’ | Marcatori |  |

| Arbitro: | Burgers |

|  |           |                    |
|  | Marcatori | 53’, 57’ Sackewitz |

| Arbitro: | Wuttke |

|                                   |           |                     |
| Clute-Simon 30’ Stradt 68’ (rig.) | Marcatori | 49’ (rig.) Petković |

| Arbitro: | Wippker |

|                            |           |                     |
| Lopatenko 55’ Holtkamp 82’ | Marcatori | 15’ Harth 85’ Gerth |

| Arbitro: | Redelfs |

|                                |           |             |
| Stolzenburg 29’ Marczewski 89’ | Marcatori | 54’ Bergter |

| Arbitro: | Horstmann |

|                           |           |                         |
| Holtkamp 42’ Petković 52’ | Marcatori | 36’ Quabeck 38’ Dahmani |

| Arbitro: | Weber |

|                  |           |               |
| Mense 70’ (rig.) | Marcatori | 12’ Lopatenko |

| Arbitro: | Hennig |

|                        |           |            |
| Alfes 21’ Petković 78’ | Marcatori | 75’ Hayduk |

| Arbitro: | Gabriel |

|                                                  |           |  |
| Lippens 28’ (rig.), 30’ Herget 37’ Mannebach 55’ | Marcatori |  |

| Arbitro: | Brückner |

|                     |           |  |
| Jendrossek 51’, 57’ | Marcatori |  |

| Arbitro: | Risse |

|              |           |                                                 |
| Holtkamp 75’ | Marcatori | 27’ Stegmayer 31’ Schuster 38’ Gede 68’ Mödrath |

| Arbitro: | Zittrich |

|                              |           |                       |
| Reiners 3’ Zimmer 21’ (rig.) | Marcatori | 29’ Bergter 59’ Alfes |

### Coppa di Germania
| Arbitro: | Mölm |

|                                      |           |                      |
| Hegekötter 65’ Schmid 74’ Wessel 99’ | Marcatori | 50’ Wolf 88’ Bergter |

## Statistiche

### Statistiche di squadra
| Competizione      | Punti | In casa | In casa | In casa | In casa | In casa | In casa | In trasferta | In trasferta | In trasferta | In trasferta | In trasferta | In trasferta | Totale | Totale | Totale | Totale | Totale | Totale | DR  |
| Competizione      | Punti | G       | V       | N       | P       | Gf      | Gs      | G            | V            | N            | P            | Gf           | Gs           | G      | V      | N      | P      | Gf     | Gs     | DR  |
| ----------------- | ----- | ------- | ------- | ------- | ------- | ------- | ------- | ------------ | ------------ | ------------ | ------------ | ------------ | ------------ | ------ | ------ | ------ | ------ | ------ | ------ | --- |
| 2. Bundesliga     | 32    | 19      | 9       | 7       | 3       | 37      | 27      | 19           | 2            | 3            | 14           | 19           | 46           | 38     | 11     | 10     | 17     | 56     | 73     | -17 |
| Coppa di Germania | -     | 0       | 0       | 0       | 0       | 0       | 0       | 1            | 0            | 0            | 1            | 2            | 3            | 1      | 0      | 0      | 1      | 2      | 3      | -1  |
| Totale            | 32    | 19      | 9       | 7       | 3       | 37      | 27      | 20           | 2            | 3            | 15           | 21           | 49           | 39     | 11     | 10     | 18     | 58     | 76     | -18 |

### Andamento in campionato
| Giornata  | 1  | 2 | 3  | 4  | 5  | 6  | 7  | 8  | 9  | 10 | 11 | 12 | 13 | 14 | 15 | 16 | 17 | 18 | 19 | 20 | 21 | 22 | 23 | 24 | 25 | 26 | 27 | 28 | 29 | 30 | 31 | 32 | 33 | 34 | 35 | 36 | 37 | 38 |
| --------- | -- | - | -- | -- | -- | -- | -- | -- | -- | -- | -- | -- | -- | -- | -- | -- | -- | -- | -- | -- | -- | -- | -- | -- | -- | -- | -- | -- | -- | -- | -- | -- | -- | -- | -- | -- | -- | -- |
| Luogo     | T  | C | T  | C  | T  | C  | T  | C  | T  | C  | T  | C  | T  | C  | T  | C  | C  | T  | C  | C  | T  | C  | T  | C  | T  | C  | T  | C  | T  | C  | T  | C  | T  | C  | T  | T  | C  | T  |
| Risultato | P  | V | P  | N  | N  | V  | V  | N  | P  | V  | P  | V  | P  | V  | P  | P  | V  | P  | V  | N  | P  | N  | P  | V  | V  | N  | P  | P  | P  | N  | P  | N  | N  | V  | P  | P  | P  | N  |
| Posizione | 19 | 8 | 14 | 15 | 14 | 13 | 11 | 12 | 13 | 9  | 11 | 9  | 11 | 10 | 11 | 12 | 12 | 12 | 11 | 12 | 11 | 12 | 12 | 11 | 10 | 10 | 11 | 11 | 12 | 12 | 12 | 12 | 14 | 13 | 14 | 14 | 16 | 16 |

Legenda:

Luogo: C = Casa; T = Trasferta. Risultato: V = Vittoria; N = Pareggio; P = Sconfitta.

### Statistiche dei giocatori
| Giocatore     | 2. Bundesliga | 2. Bundesliga | 2. Bundesliga | 2. Bundesliga | Coppa di Germania | Coppa di Germania | Coppa di Germania | Coppa di Germania | Totale   | Totale | Totale      | Totale     |
| Giocatore     | Presenze      | Reti          | Ammonizioni   | Espulsioni    | Presenze          | Reti              | Ammonizioni       | Espulsioni        | Presenze | Reti   | Ammonizioni | Espulsioni |
| ------------- | ------------- | ------------- | ------------- | ------------- | ----------------- | ----------------- | ----------------- | ----------------- | -------- | ------ | ----------- | ---------- |
| H. Alfes      | 34            | 3             | 2             | 0             | 1                 | 0                 | 0                 | 0                 | 35       | 3      | 2           | 0          |
| K. Bergter    | 32            | 2             | 4             | 0             | 1                 | 1                 | 0                 | 0                 | 33       | 3      | 4           | 0          |
| B. Giese      | 11            | 0             | 0             | 0             | 1                 | 0                 | 0                 | 0                 | 12       | 0      | 0           | 0          |
| A. Grzelak    | 33            | 1             | 4             | 0             | 0                 | 0                 | 0                 | 0                 | 33       | 1      | 4           | 0          |
| H. Hintsche   | 0             | 0             | 0             | 0             | 1                 | 0                 | 0                 | 0                 | 1        | 0      | 0           | 0          |
| W. Holtkamp   | 28            | 6             | 3             | 1             | 0                 | 0                 | 0                 | 0                 | 28       | 6      | 3           | 1          |
| J. Koitka     | 27            | 0             | 2             | 0             | 0                 | 0                 | 0                 | 0                 | 27       | 0      | 2           | 0          |
| G. Kuczinski  | 36            | 0             | 7             | 0             | 0                 | 0                 | 0                 | 0                 | 36       | 0      | 7           | 0          |
| M. Lopatenko  | 36            | 10            | 1             | 0             | 1                 | 0                 | 0                 | 0                 | 37       | 10     | 1           | 0          |
| R. Petković   | 36            | 13            | 2             | 0             | 1                 | 0                 | 0                 | 0                 | 37       | 13     | 2           | 0          |
| M. Polfuß     | 0             | 0             | 0             | 0             | 0                 | 0                 | 0                 | 0                 | 0        | 0      | 0           | 0          |
| V. Rieske     | 34            | 2             | 1             | 0             | 1                 | 0                 | 0                 | 0                 | 35       | 2      | 1           | 0          |
| P. Scheermann | 33            | 1             | 2             | 0             | 1                 | 0                 | 0                 | 0                 | 34       | 1      | 2           | 0          |
| B. Schäfer    | 15            | 0             | 1             | 0             | 0                 | 0                 | 0                 | 0                 | 15       | 0      | 1           | 0          |
| K. Seiler     | 36            | 3             | 5             | 0             | 1                 | 0                 | 1                 | 0                 | 37       | 3      | 6           | 0          |
| N. Steinhauer | 5             | 0             | 0             | 0             | 1                 | 0                 | 0                 | 0                 | 6        | 0      | 0           | 0          |
| J. Votava     | 2             | 0             | 0             | 0             | 0                 | 0                 | 0                 | 0                 | 2        | 0      | 0           | 0          |
| K. Wolf       | 32            | 14            | 0             | 0             | 1                 | 1                 | 0                 | 0                 | 33       | 15     | 0           | 0          |
| H. Wrede      | 38            | 0             | 2             | 0             | 1                 | 0                 | 0                 | 0                 | 39       | 0      | 2           | 0          |